# Giuseppe Mancino
Giuseppe Mancino (Palermo, 4 settembre 1888 – Nervesa della Battaglia, 19 giugno 1918) è stato un militare italiano, decorato con la medaglia d'oro al valor militare.

## Biografia
Tenente degli Arditi Reggimentali della 3ª Armata.
Giuseppe Mancino, di Serafino e di Carmela La Fata, nasce a Palermo il 4 settembre 1888 e fu dichiarato disperso in combattimento a Nervesa il 19 giugno 1918.
Decorato di Medaglia d'Oro per le sue eroiche gesta.
Conseguito il diploma magistrale a Palermo, fu insegnante di scuola elementare nella città di Naso in provincia di Messina.
Alla dichiarazione di guerra all'Austria ottenne di essere chiamato in servizio e dopo il corso di ufficiale di fanteria, alla scuola di applicazione di fanteria di Parma, fu nominato sottotenente nella milizia territoriale nel marzo 1916 con il 3º reggimento fanteria Piemonte.
Successivamente fu trasferito nel 228º reggimento fanteria Rovigo, di nuova costituzione, con il quale prese parte nell'agosto 1916 alla battaglia di Gorizia e si distinse a Vertojba dove riportò una grave ferita al torace da una pallottola di fucile che gli si conficcò vicino al cuore.
Dovette essere ricoverato in ospedale, ma appena guarito riprese il suo posto in linea e fu promosso Tenente.
A novembre del 1916 riportò il congelamento degli arti inferiori.
Ricoverato nuovamente in ospedale, per accelerara la guarigione pagò personalmente dei massaggi supplementari agli infermieri, uscì ristabilito alla fine di dicembre ritornando alla propria compagnia.
A Vertojba il 23 e 24 gennaio 1917 si meritò una Medaglia di Bronzo al Valor Militare per la riconquista al nemico di una importante trincea, precedentemente persa.
Dopo gli eventi tragici di Caporetto, fu promosso Aiutante Maggiore in seconda e destinato al 111º fanteria Piacenza, inserita nella Terza armata.
Con la promozione fu però privato del comando diretto sulla sua compagnia, soffrendo questa nuova condizione chiese ed ottenne il comando della compagnia Arditi del reggimento.
Schierato in linea sul Piave, nella zona di Nervesa, ai piedi del Montello, con i suoi Arditi si distinse nei combattimenti durante la battaglia del Solstizio (15 -22 giugno 1918).
Alla testa dei suoi Arditi combatté svariati giorni a Villa Berti (Nervesa) e il 19 giugno per permettere il ripiegamento del reggimento rimase di retroguardia con la sua compagnia, dopo un furioso scontro col nemico il suo corpo non fu ritrovato sul campo di battaglia e venne dichiarato disperso.
Gli venne concessa la Medaglia D'Oro al Valor Militare alla Memoria.

## Onorificenze
Fulgido esempio di eroismo spinto fino all’estremo delle sue forze.